# Rue Jeanne-d'Arc (Nancy)
Pour les articles homonymes, voir Rue Jeanne-d'Arc.
La rue Jeanne-d'Arc est une voie de la commune française de Nancy, dans le département de Meurthe-et-Moselle, en région Grand-Est.

## Situation et accès
La rue Jeanne-d'Arc constitue un grand axe traversant de Nancy, en adoptant une direction générale nord-sud. La voie est à sens unique et prolonge au sud la rue Victor-Hugo. Parallèle à l'axe de la voie ferrée, la rue longe la place de la Croix-de-Bourgogne, au niveau du no 63, et passe non loin du parc Sainte-Marie, à l'intersection de l'avenue Boffrand et de la rue Durival. Elle se poursuit au sud par la rue de Vaucouleurs en direction de Vandœuvre-lès-Nancy et du parc des expositions.

## Origine du nom
Cette rue rend hommage à Jeanne d'Arc, héroïne de l'histoire de France, chef de guerre et sainte de l'Église catholique.

## Historique

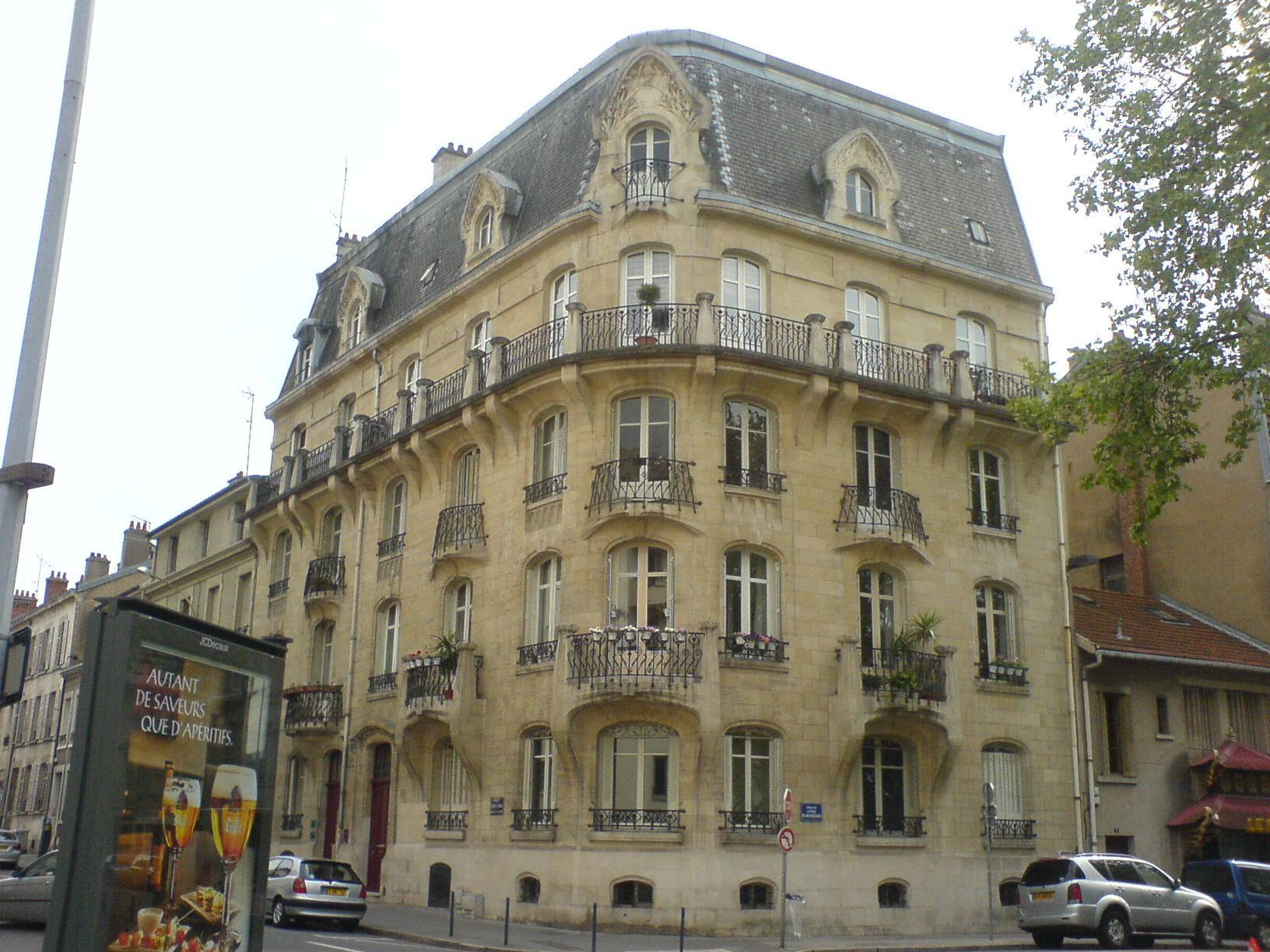
Vue sur la voie et la place de la Croix-de-Bourgogne.

Cette rue est ouverte en 1863, sous sa dénomination actuelle, dans un chemin particulier. Elle est prolongée une première fois entre 1878 et 1883, puis en 1896 entre l'avenue de la Garenne et le Montet.

## Bâtiments remarquables et lieux de mémoire

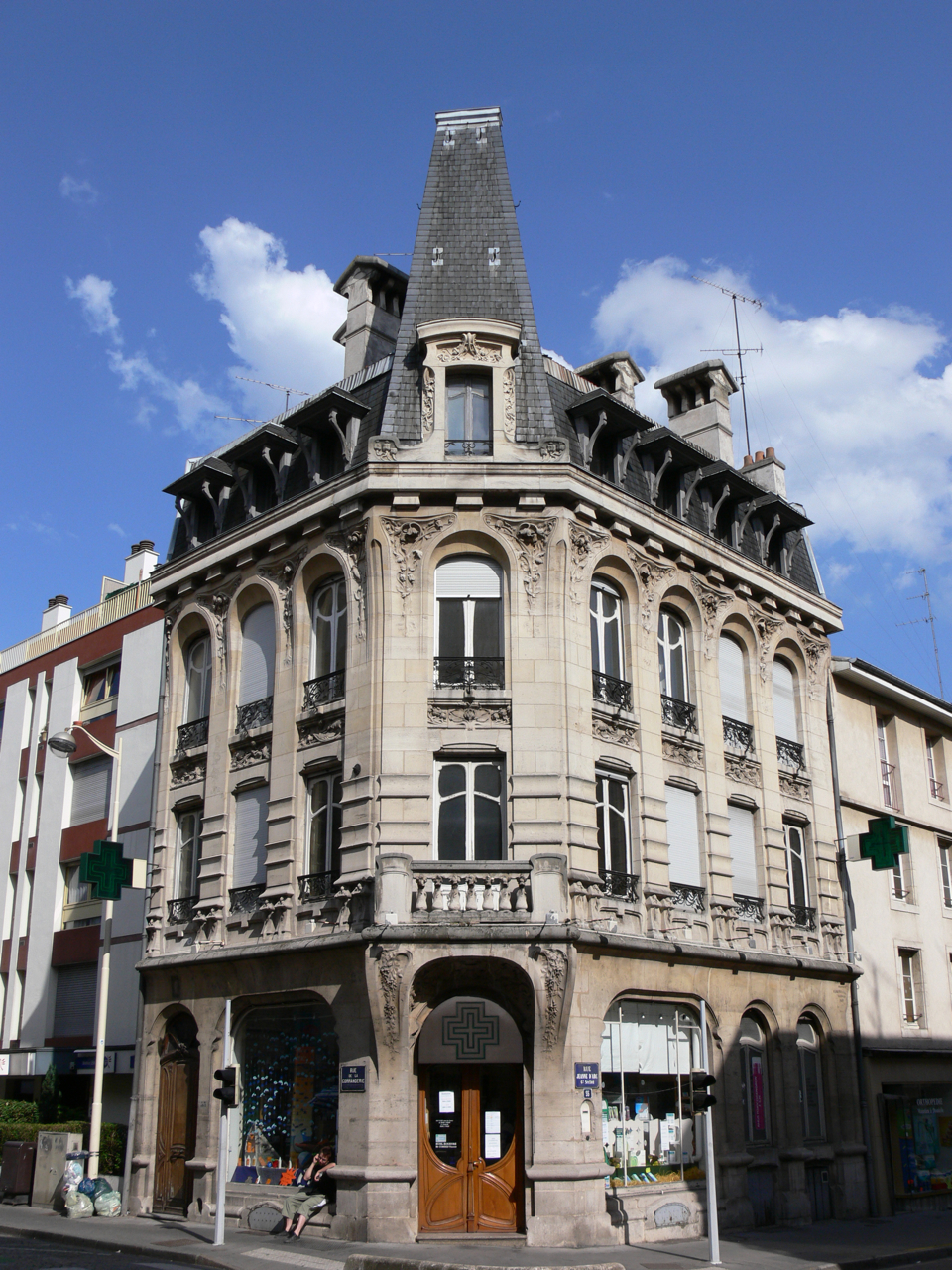
Pharmacie Victor-Jacques, de style École de Nancy (1903), à l'angle de la rue de la Commanderie et de la rue Jeanne d'Arc.

- no 30 : Immeuble, à l'angle de l'avenue Foch, inscrit par arrêté du 31 décembre 1976 pour les façades et les toitures sur rues[2].
- no 37 : Maison du Docteur Paul Jacques, à l'angle de l'avenue Foch, bâtisse objet d’une inscription au titre des monuments historiques depuis 1979[3].
- no 55 : Pharmacie Jacques, à l'angle de la rue de la Commanderie, inscrite au titre des monuments historiques par arrêté du 15 juin 1977[4].
- no 66 maison Ducret [5] construite en 1908 par les architectes Émile André et Paul Charbonnier.
- no 152 : Ancien entrepôt commercial de négociant en vin occupée ensuite par la Société Dunlop[6], construit en 1906 par l’architecte Louis Déon
- no 179 : immeuble construit en 1911 par l’architecte Louis Déon